# UHF Follow-On System

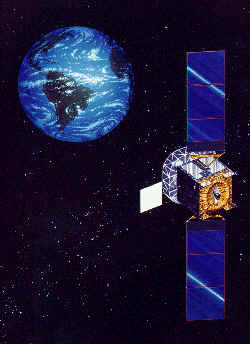
Satellite UFO Bloc 1

UHF Follow-On System ou UFO est une constellation de satellites de télécommunications militaires de la Marine de guerre des États-Unis qui permet les communications entre les différentes unités militaires à l'aide de terminaux légers fonctionnant en bande UHF. Le système a été progressivement déployé à compter des années 1990 en remplacement du système FLTSATCOM. Onze satellites, construit à El Segundo par Hughes Space and Communications Company reprit en 2000 par Boeing ont été lancés entre 1993 et 2003 (1 échec) dans 4 versions différentes. La durée de vie de chaque satellite est au minimum de 10 ans. Le système MUOS qui doit remplacer UFO a commencé à être déployé à compter de 2012.

## Versions

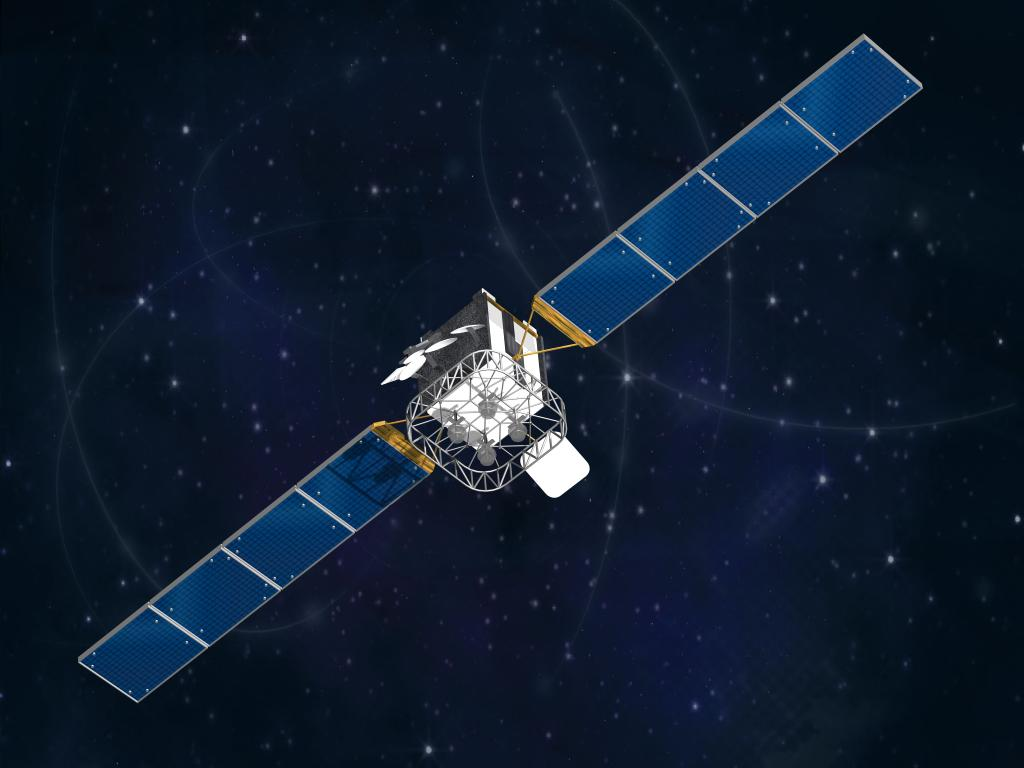
Autre version de l'UFO.

Quatre versions se sont succédé avec des charges utiles différentes :
| Série  | Masse    | Transpondeur       | Panneaux solaires |
| ------ | -------- | ------------------ | ----------------- |
| Bloc 1 | 2 866 kg | UHF, SHF           | 2 × 3 (2 400 W)   |
| Bloc 2 | 3 023 kg | UHF, SHF, EHF      | 2 × 3 (2 400 W)   |
| Bloc 3 | 3 206 kg | UHF, EHF, Bande Ka | 2 × 4 (3 800 W)   |
| Bloc 4 | 3 041 kg | UHF, EHF           | 2 × 3 (2 400 W)   |

## Historique des lancements
| Satellites | Date lancement   | Lanceur  | Remarque |
| ---------- | ---------------- | -------- | -------- |
| Bloc 1     |                  |          |          |
| UFO 1      | 25 mars 1993     | Atlas-1  | Échec    |
| UFO 2      | 3 septembre 1993 | Atlas-1  | Succès   |
| UFO 3      | 24 juin 1994     | Atlas-1  | Succès   |
| Bloc 2     |                  |          |          |
| UFO 4      | 29 janvier 1995  | Atlas-2  | Succès   |
| UFO 5      | 31 mai 1995      | Atlas-2  | Succès   |
| UFO 6      | 22 octobre 1995  | Atlas-2  | Succès   |
| UFO 7      | 25 juillet 1996  | Atlas-2  | Succès   |
| Bloc 3     |                  |          |          |
| UFO 8      | 16 mars 1998     | Atlas-2  | Succès   |
| UFO 9      | 20 octobre 1998  | Atlas-2A | Succès   |
| UFO 10     | 23 novembre 1999 | Atlas-2A | Succès   |
| Bloc 4     |                  |          |          |
| UFO 11     | 18 décembre 2003 | Atlas-3B | Succès   |